# متحف كارنيغي للفنون
متحف كارنيجي للفنون هو متحف فني في حي أوكلاند في بيتسبرغ، بنسلفانيا. تأسَّس المتحف في عام 1895 من قبل الصناعي أندرو كارنيجي المقيم في بيتسبرغ. كان أول متحف في الولايات المتحدة يركز بشكل أساسي على الفن المعاصر. وفقًا لتعليمات مؤسسها عند إنشاء كارنيجي الدولي في عام 1896، ينظم المتحف العديد من المعارض المعاصرة التي تعرض «سادة الغد القدامى».

## التاريخ
يمكن إرجاع أصول المتحف إلى عام 1886 مع المفهوم الأولي لأندرو كارنيجي  «أفكر في دمج خطة مكتبة معرض فني يتم الاحتفاظ فيه بسجل لتقدم وتطور فن التصوير في أمريكا». تم تخصيص المعرض الفني في 5 نوفمبر 1895، في البداية في مكتبات كارنيجي في فرع بيتسبرغ الرئيسي في أوكلاند.
تصور كارنيجي مجموعة متحف تتكون من «سادة الغد القدامى» وأصبح متحف كارنيجي للفنون، كما يمكن القول، أول متحف للفن الحديث في الولايات المتحدة. حصل المتحف على توسع كبير في عام 1907 مع إضافة قاعة العمارة وقاعة النحت ومعارض بروس، مع الأموال التي قدمها كارنيجي مرة أخرى.
تحت إدارة ليون آركوس، تم بناء معرض سارا ميلون سكيف (125000 قدم مربع) كإضافة إلى معهد كارنيجي الحالي. صممه المهندس المعماري إدوارد لارابي بارنز، وافتتح لأول مرة في عام 1974 وضاعف مساحة العرض بالمتحف، بالإضافة إلى إضافة استوديو للأطفال ومسرح ومكاتب ومقهى ومكتبة. ووصف الناقد الفني في صحيفة نيويورك تايمز جون راسل المعرض بأنه «جنة لا تشوبها شائبة». تم تجديد المعرض عدة مرات منذ إنشائه الأصلي، وآخرها في عام 2004.
يواصل المتحف اليوم حب كارنيجي للفن المعاصر من خلال تنظيم معرض كارنيجي الدولي كل بضع سنوات. تم الحصول على العديد من الأعمال الهامة من مجموعة المتحف الدائمة بما في ذلك وينسلو هومر ذا ريك (1896) وجيمس مكنيل ويسلر s أرانجمنت إن بلاك: بورتريه أوف سينور بابلو دي سارسات (1884).

## المجموعات والإدارات

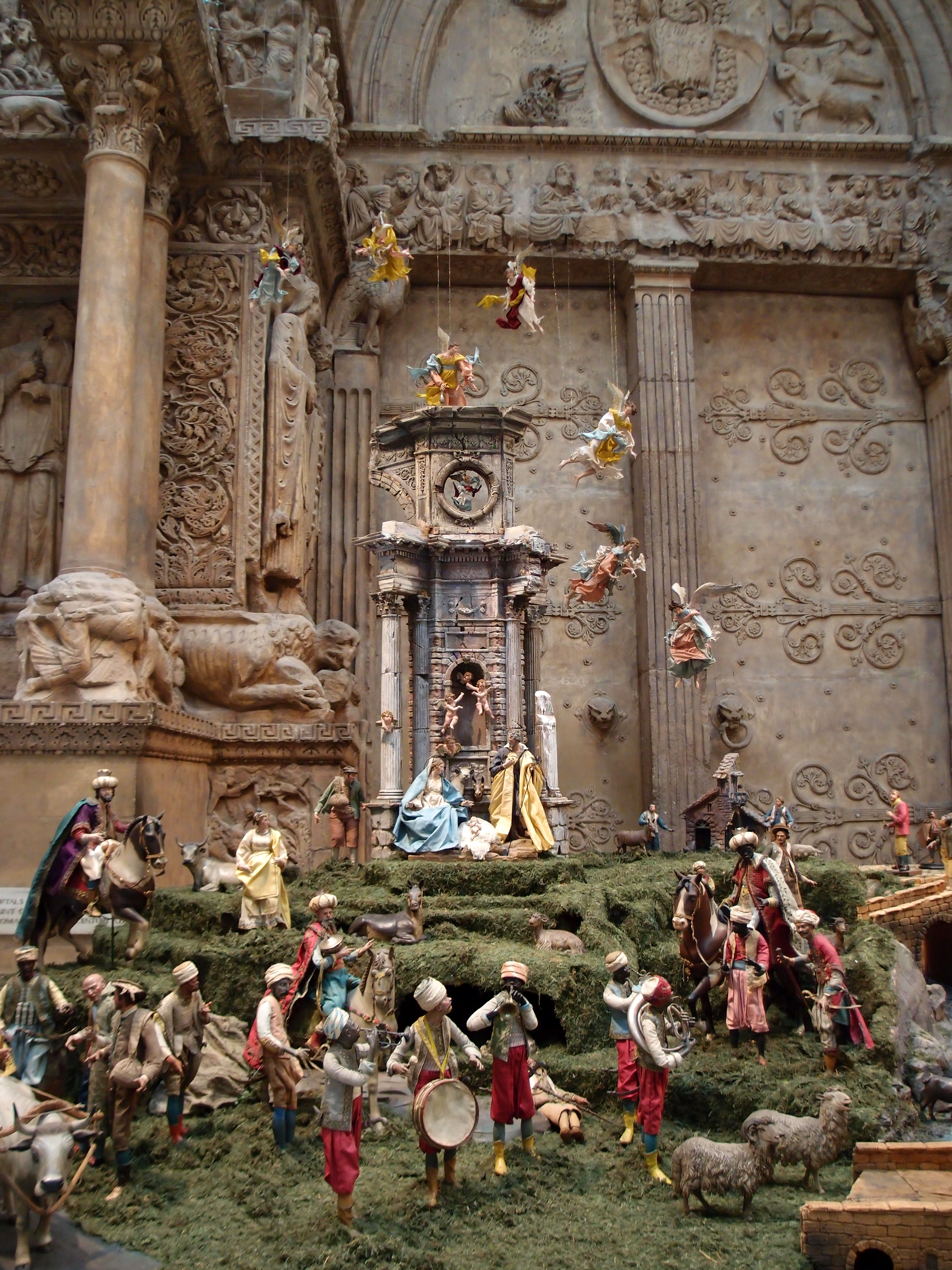
عرض نابولي معروض موسميًا في متحف كارنيجي للفنون

تشمل أقسام تنظيم المعارض في المتحف: الفنون الجميلة (الفن المعاصر، الأعمال الورقية)، الفنون الزخرفية، الهندسة المعمارية، والتصوير الفوتوغرافي. يقدم المتحف ما يصل إلى 15 معرضًا متغيرًا سنويًا. تضم مجموعتها الدائمة ما يقرب من 35000 عمل وتشمل الفنون الزخرفية الأوروبية والأمريكية من أواخر القرن السابع عشر حتى الوقت الحاضر، والأعمال على الورق واللوحات والمطبوعات (ولا سيما المطبوعات اليابانية) والمنحوتات والمنشآت. يحتوي المتحف على مجموعات قوية بشكل ملحوظ من كل من المصنوعات اليدوية والكراسي المصنوعة من الألومنيوم. يتم عرض حوالي 1800 عمل في أي وقت.
في عام 2001، استحوذ المتحف على أرشيف المصور الأمريكي من أصل أفريقي تشارلز "تيني" هاريس، الذي يتألف من حوالي 80.000 صورة سلبية تمتد من ثلاثينيات إلى سبعينيات القرن الماضي. المتحف يعمل مع اللجنة الاستشارية تيني هاريس لتحديد الصور. تم فهرسة العديد من هذه الصور ورقمنتها وهي متاحة على الإنترنت من خلال البحث في مجموعات متحف كارنيجي للفنون.
هاينز أرشيتيكتريال سنتر - تشمل المجموعة أعمالًا في الهندسة المعمارية وتصميم المناظر الطبيعية والهندسة والأثاث والتصميم الداخلي. تشمل مرافق المركز 4000 قدم مربع من مساحة العرض ومكتبة تضم عدة آلاف من الكتب والمجلات.
مبادرة هيلمان للتصوير الفوتوغرافي - تستضيف المبادرة مجموعة متنوعة من المشاريع بما في ذلك الأحداث العامة الحية والمشاريع القائمة على الويب ومقاطع الفيديو الوثائقية والمشاريع الفنية والكتابة. يتم تحديد البرمجة السنوية من قبل مجموعة من خمسة «وكلاء» يخططون وينظمون كل دورة عمل مدتها 12 شهرًا.
مجموعة ثيمات
- زجاج معاصر
- صور تيني هاريس: إرول جارنر وجاز فروم ذا هيل
- كارنيجي الدولية
- المطبوعات اليابانية
- فنانون بيتسبرغ
- فن الكرسي
- التصوير الفوتوغرافي المصور
- الرسم والنحت 1860-1920
- دبليو يوجين سميث

## صالات العرض

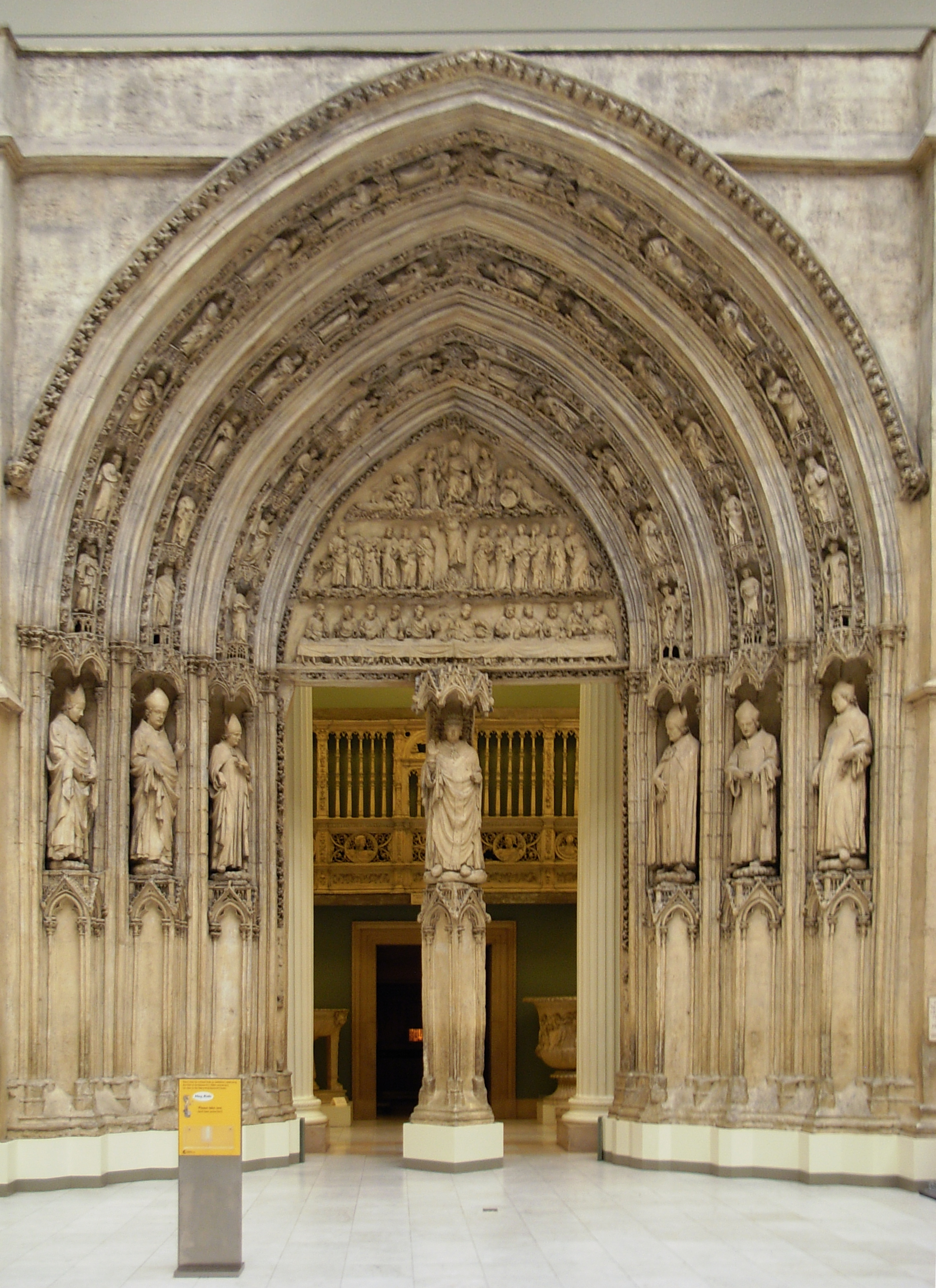
يلقي المدخل الشمالي لكاتدرائية بوردو في قاعة العمارة

- معارض آيسلا ميلون بروس (1907) - شيدت أصلاً لعرض قوالب برونزية مستنسخة من بومبي وهيركولانيوم. تم تجديد المعارض في عام 2009، وتعرض أكثر من 500 قطعة تمثل الفنون الزخرفية الأمريكية والأوروبية من فترات الروكوكو والكلاسيكية الجديدة في القرن الثامن عشر إلى التصميم والحرف المعاصرة.
- قاعة العمارة (1907) - تضم قاعة العمارة اليوم ما يقرب من 140 قالبًا من الجبس بالحجم الكامل لعناصر المباني الموجودة في الحضارات القديمة والكلاسيكية في مصر واليونان وروما، ومن أوروبا الرومانية والقوطية وعصر النهضة. على هذا النحو، فهي أكبر مجموعة من قوالب الجبس من الروائع المعمارية في أمريكا وواحدة من أكبر ثلاث قوالب في العالم، إلى جانب تلك الموجودة في متحف فيكتوريا وألبرت في لندن والمتحف الوطني للآثار الفرنسية في باريس.
- قاعة النحت (1907) - على غرار بناء على البارثينون الحرم الداخلي الصورة، والتي أنشئت أصلا لإيواء يلقي الجص 69 المتحف من المصرية، الشرق الأدنى، اليونانية، والنحت الروماني. تعرض اليوم أعمالًا من المجموعات الدائمة، مع شرفتها التي تعرض أشياء فنية زخرفية من القرن الثامن عشر إلى القرن العشرين.
- مركز هاينز للهندسة المعمارية (1993) - مخصص لجمع ودراسة وعرض الرسومات والنماذج المعمارية.
- معارض سكايف - ركزت بشكل أساسي على الفن الأوروبي والأمريكي منذ عام 1850، ولكنها تضم أيضًا مجموعات من الفن الأفريقي والفن الكلاسيكي والمصري والفن الأوروبي والأمريكي الأقدم.
- يعمل في معرض الورق
- معرض المنتدى - يقع في الطابق الأول من المتحف داخل مدخل شارع فوربس مباشرةً، هذه الغرفة المفردة مخصصة للمعارض المؤقتة للفن المعاصر. افتتح في 3 نوفمبر 1990 بدعم من الوقف الوطني للفنون. كان المعرض الأول، المنتدى 1، عرضًا منفردًا لجيف وول. تم ترقيم المعارض اللاحقة بالتسلسل (على سبيل المثال، المنتدى 40 أظهر فيليكس دي لا كونشا). على عكس معارض المتاحف الكبيرة، والتي قد تستغرق ما يصل إلى ثلاث سنوات للتخطيط والتنفيذ، فإن عروض المنتدى تتجمع بسرعة نسبيًا، وتكون مفتوحة لرؤية أي فريق تنظيمي. على حد تعبير فيكي كلارك، أمينة المتحف منذ فترة طويلة، «كانت الفكرة هي التأكد من إقامة معرض للفن المعاصر في جميع الأوقات.» [11]

## برامج تعليمية
تُقدَّم دروس الفن يوم السبت في صالات العرض في متحف كارنيجي للفنون منذ أكثر من 75 عامًا. من بين خريجي البرنامج أندي وارهول، والمصور دوان ميشالز، والفنان المعاصر فيليب بيرلشتاين. يحتوي المتحف على فصول خاصة بمختلف الفئات العمرية.

## معرض الصور

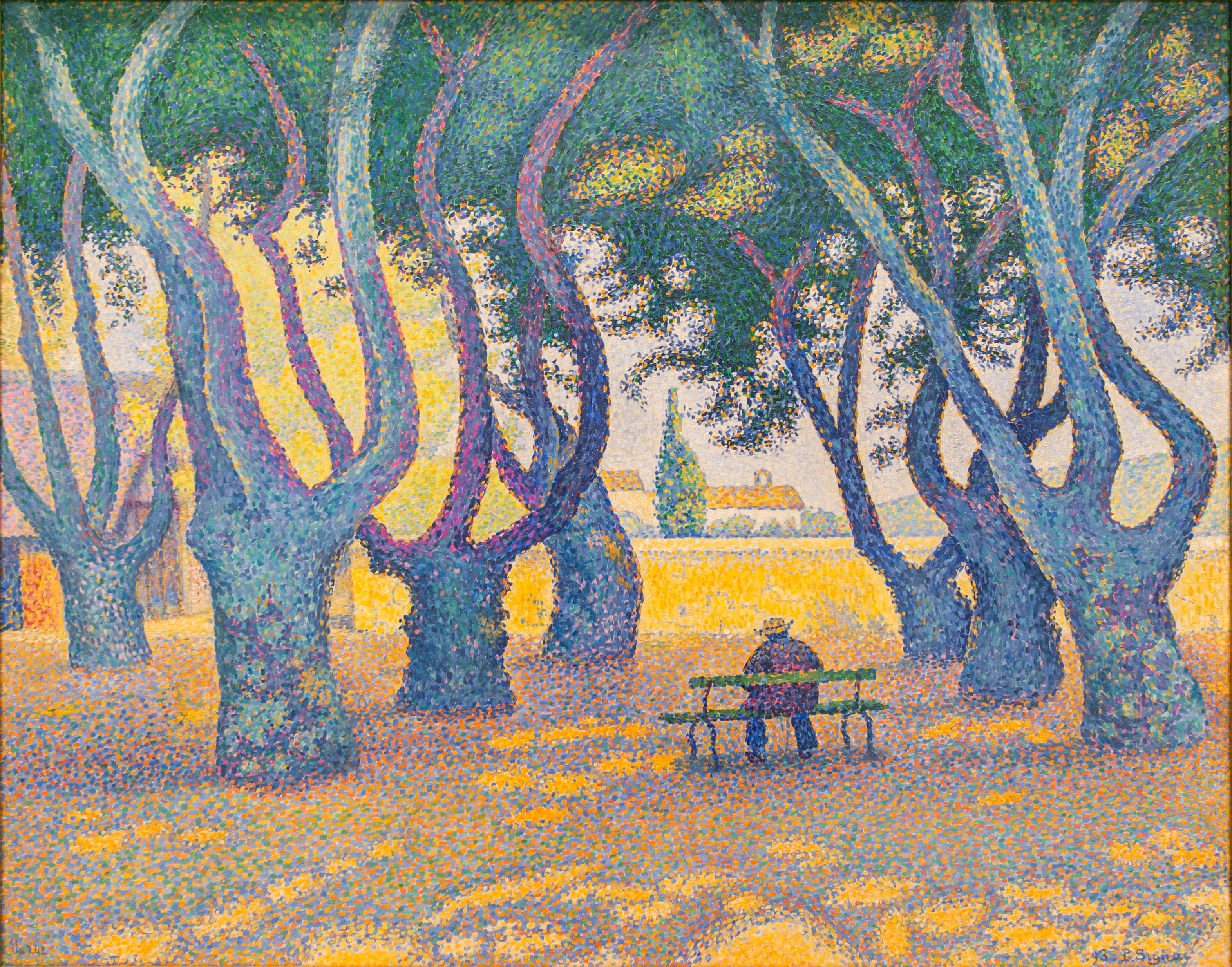
Place des Lices، 1893، زيت على قماش، بول سيجناك
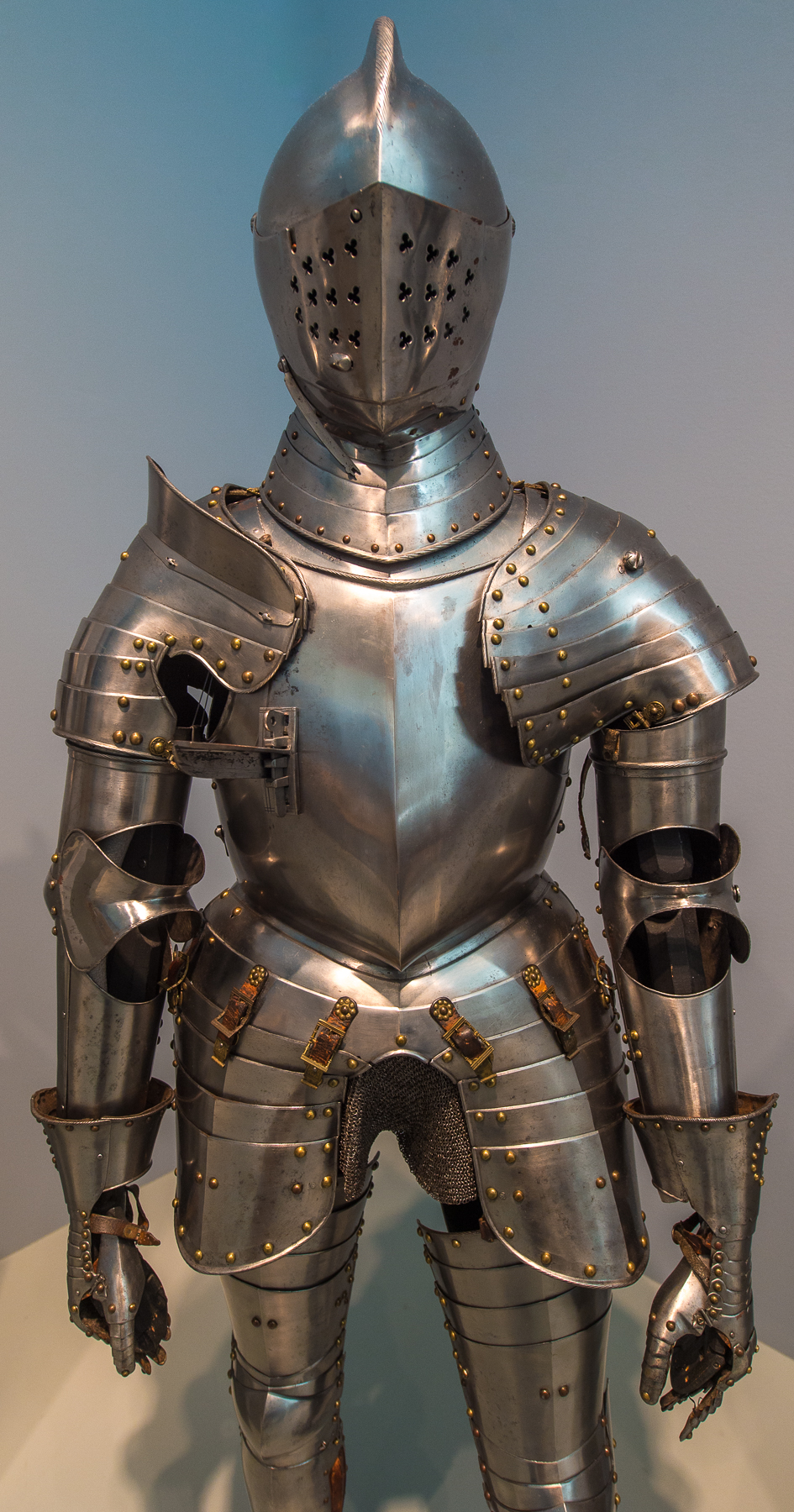
درع مع خوذة، حوالي 1555، أنطون بيفنهاوزر
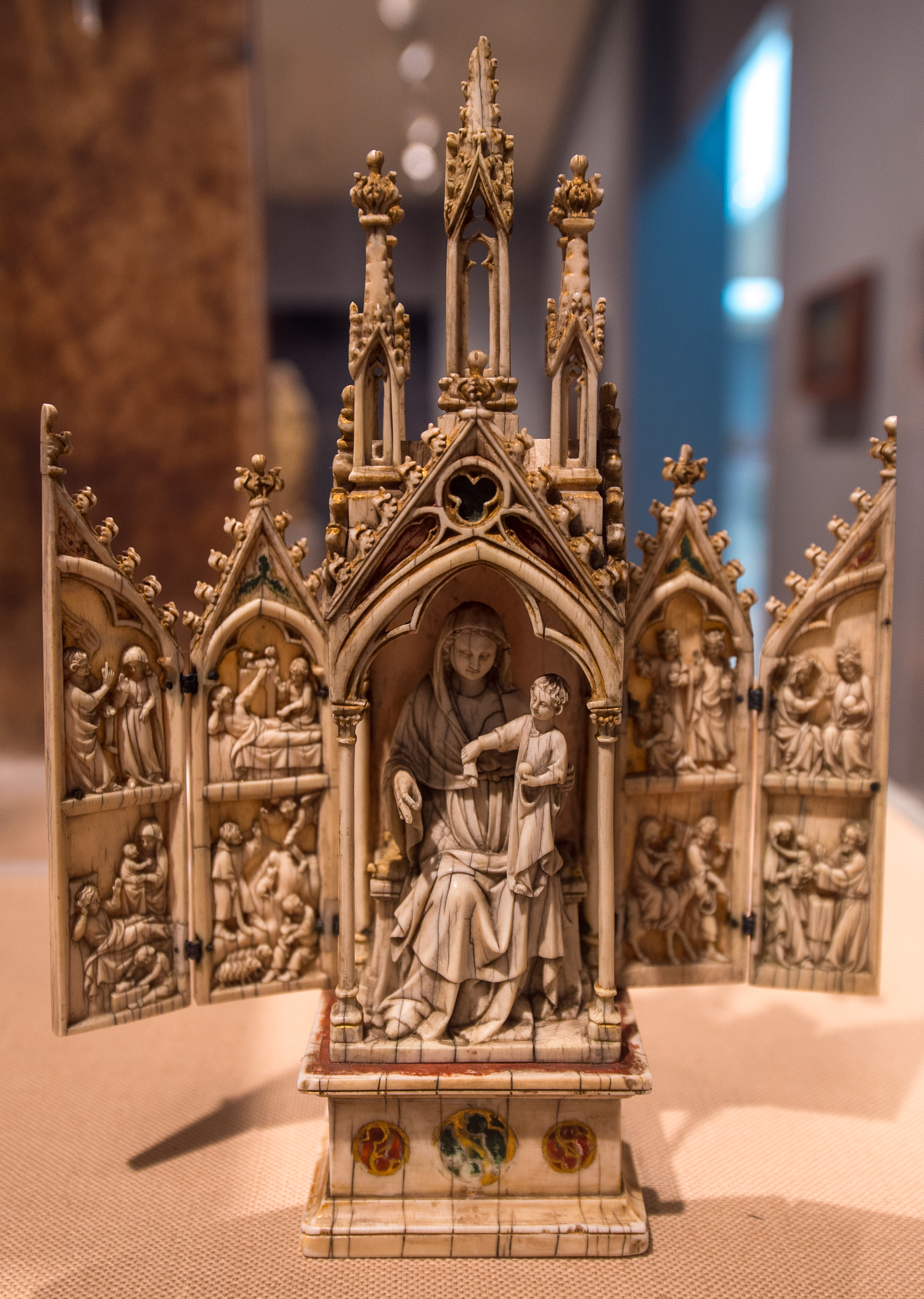
مذبح محمول من العاج، القرن الرابع عشر، فرنسي
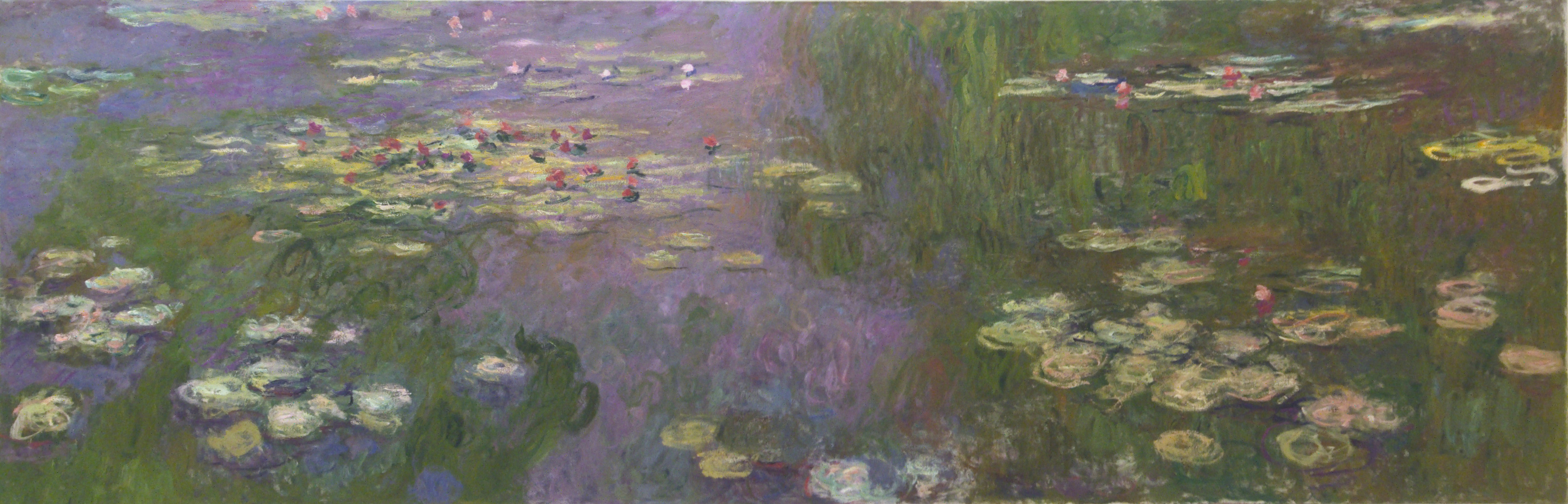
زنابق الماء (Nymphéas)، 1915-1926، زيت على قماش، كلود مونيه
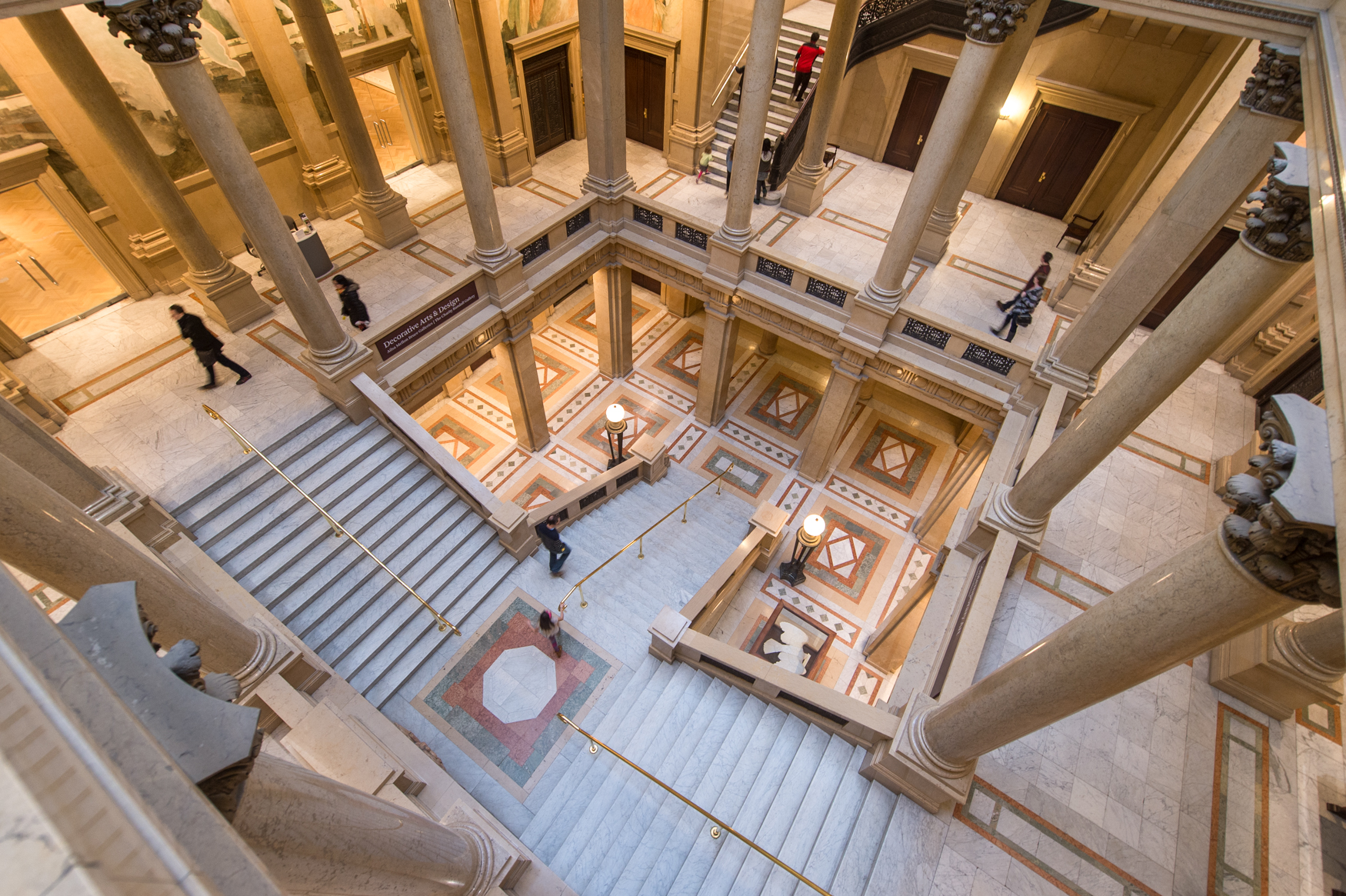
1907 Grand Staircase
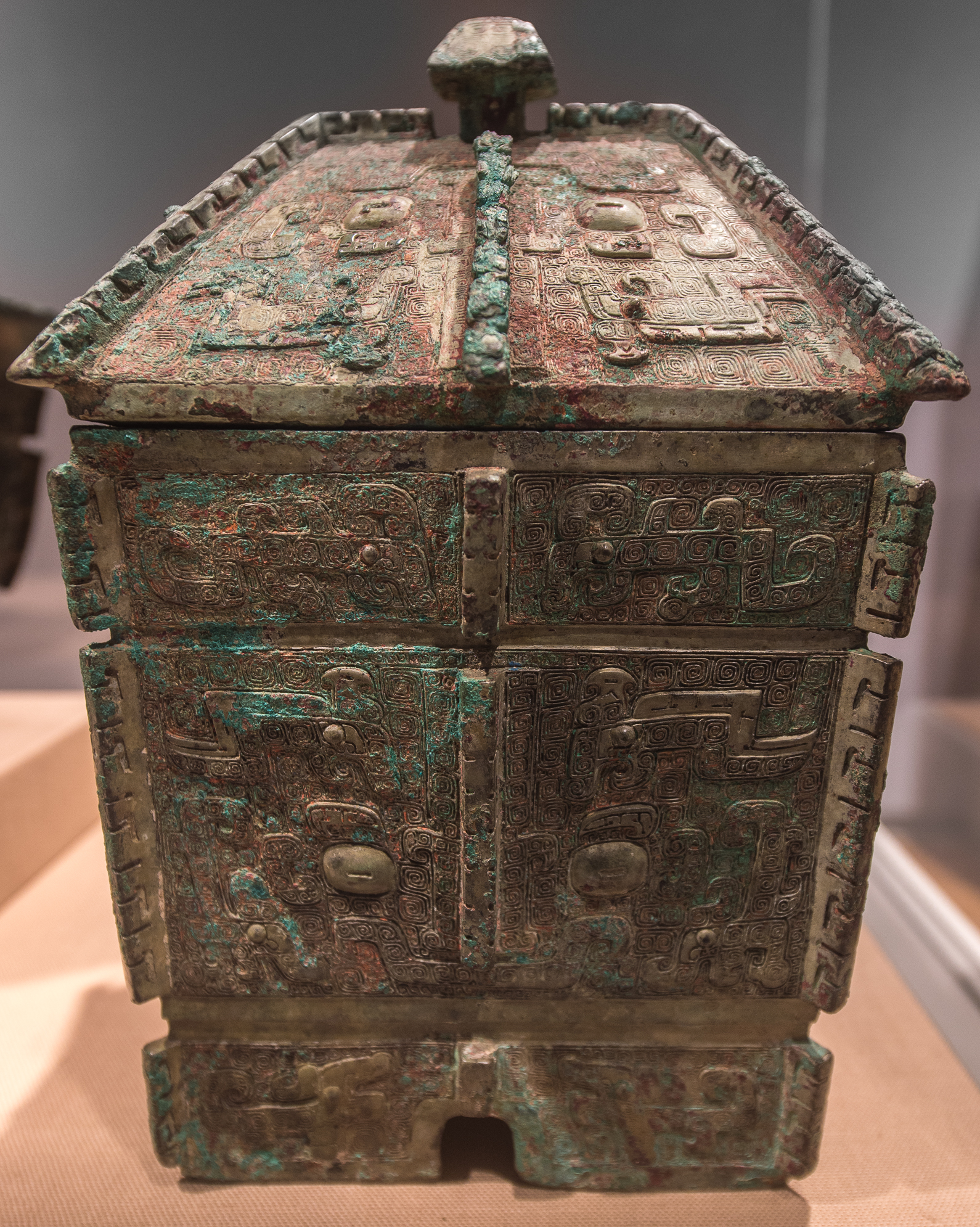
سفينة شعائرية برونزية، 1300-1150 قبل الميلاد، أسرة شانغ، الصين
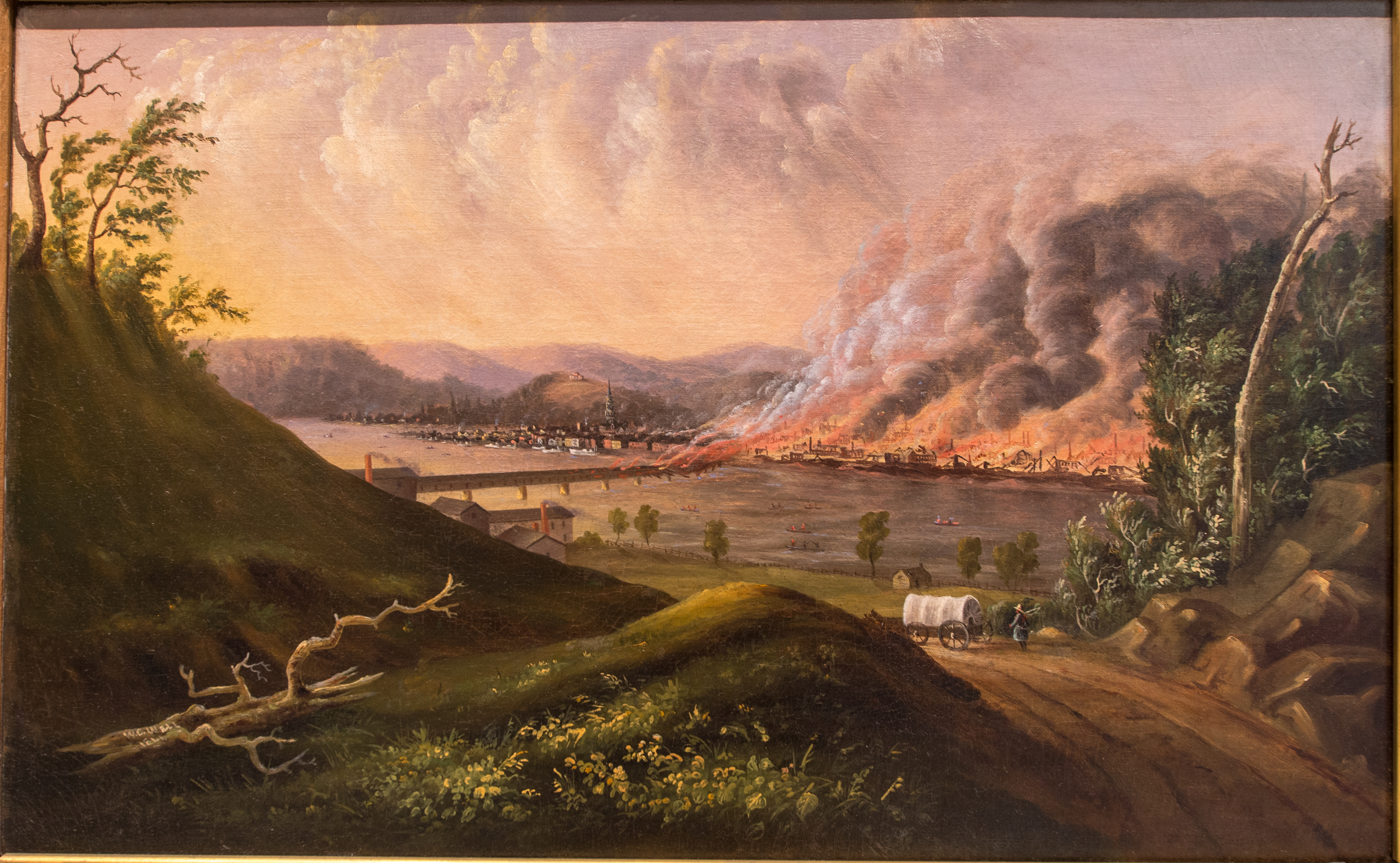
منظر لحريق بيتسبرغ العظيم، 1846، زيت على قماش، وول وليام كوفنتري
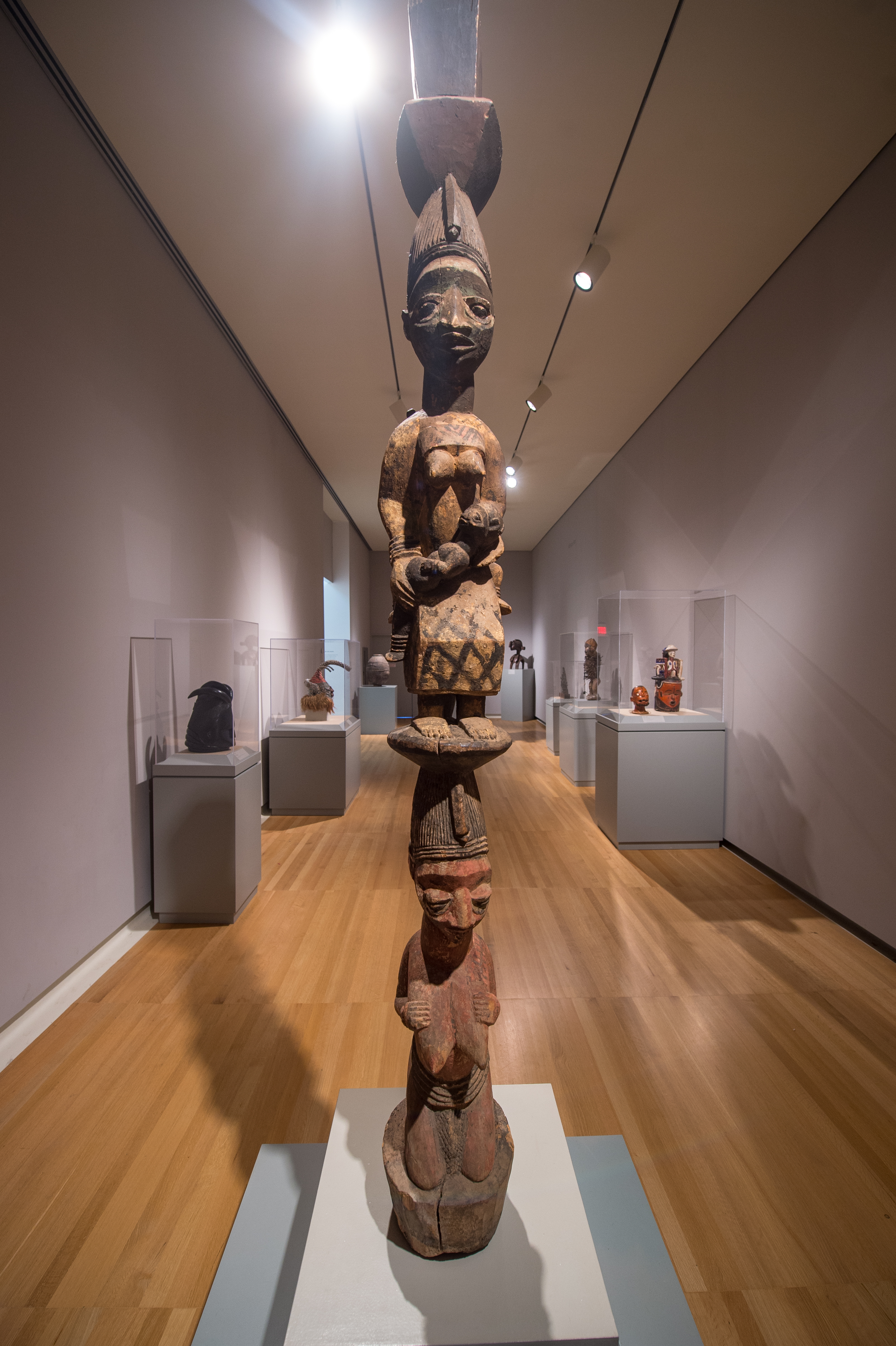
Housepost، حوالي ثلاثينيات القرن العشرين، ثقافة اليوروبا، إفريقيا
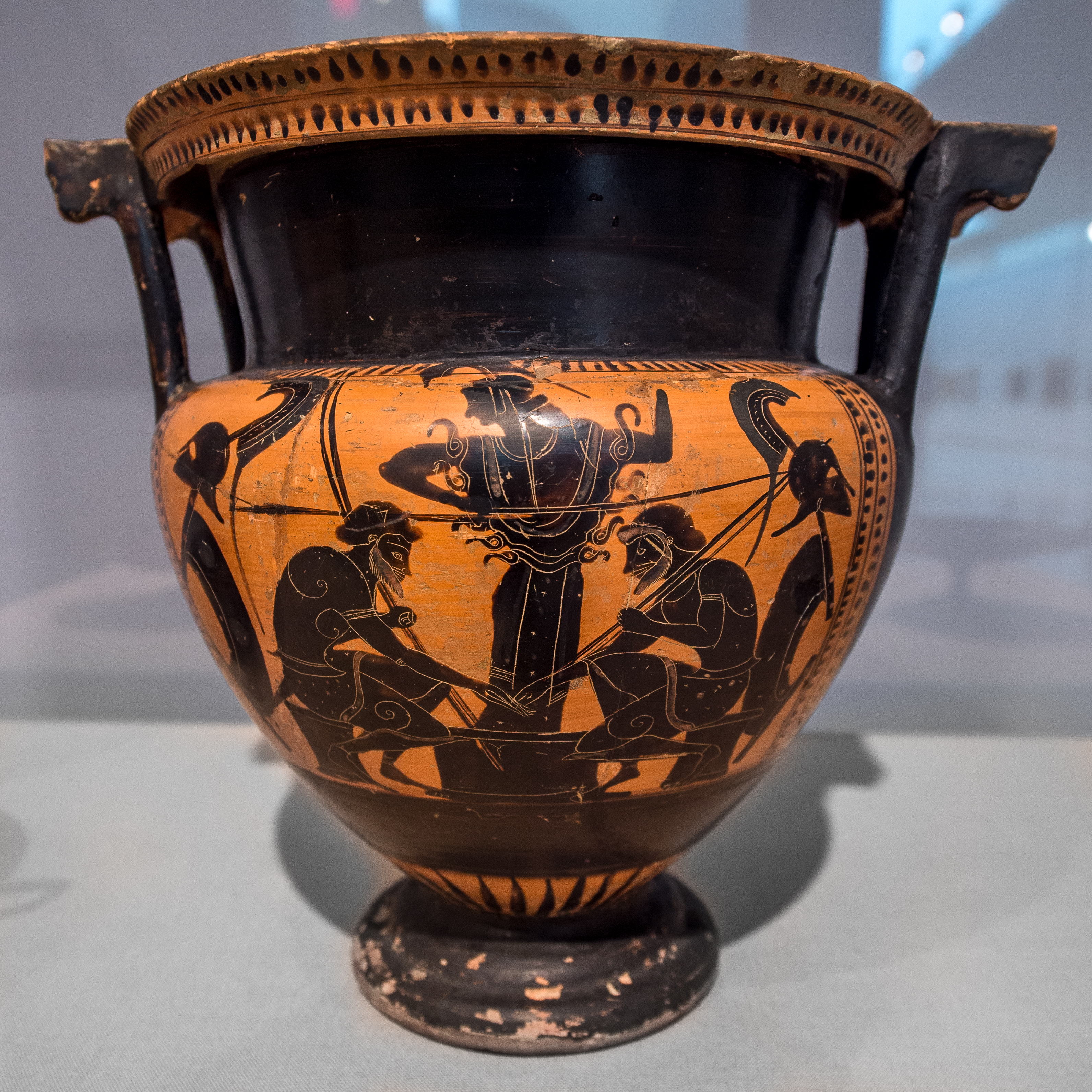
إناء يوناني روماني قديم
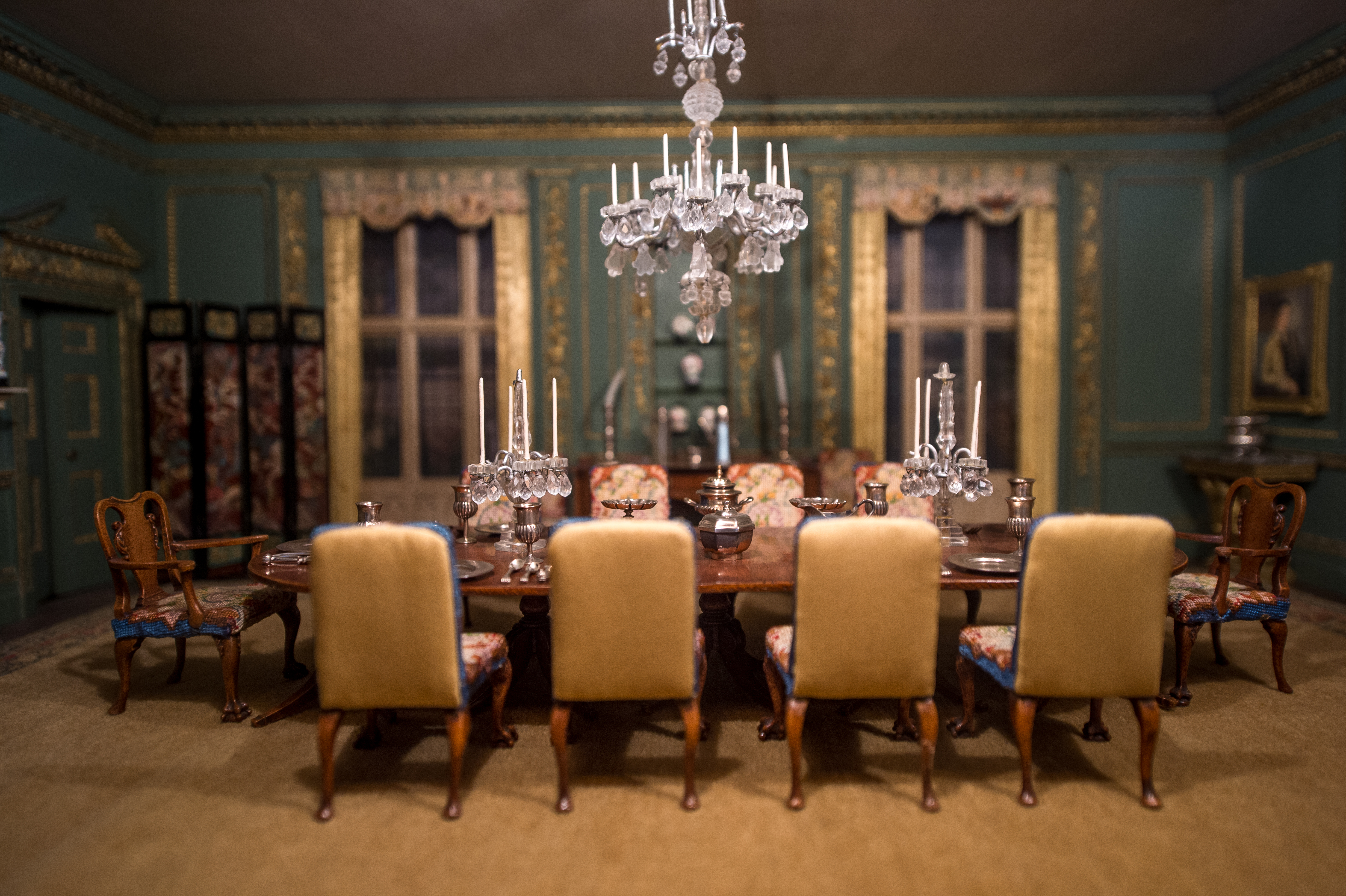
غرفة مصغرة معروضة، روث ماشيسني
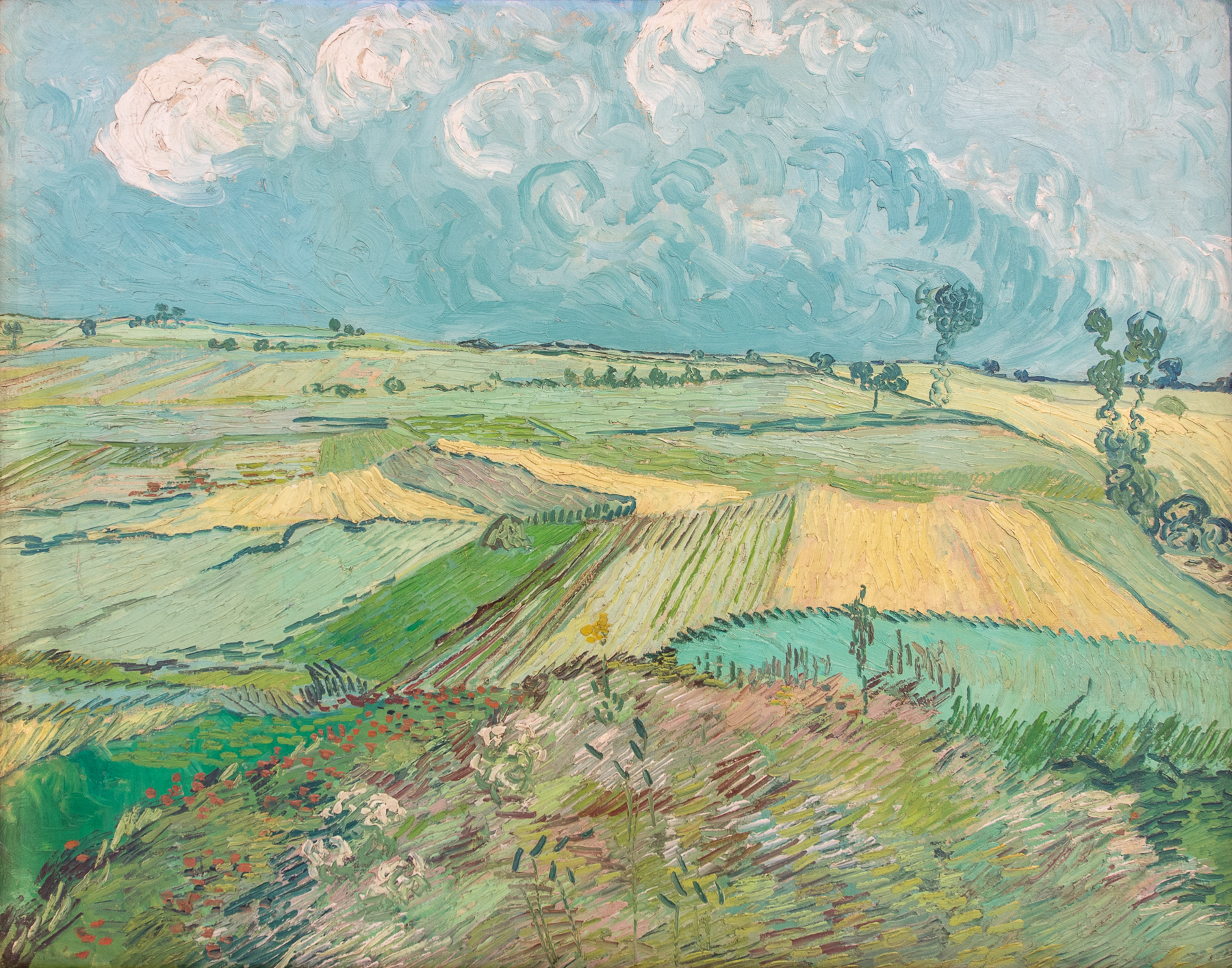
حقول القمح بعد المطر (سهل أوفير)، 1890، زيت على قماش، فنسنت فان جوخ
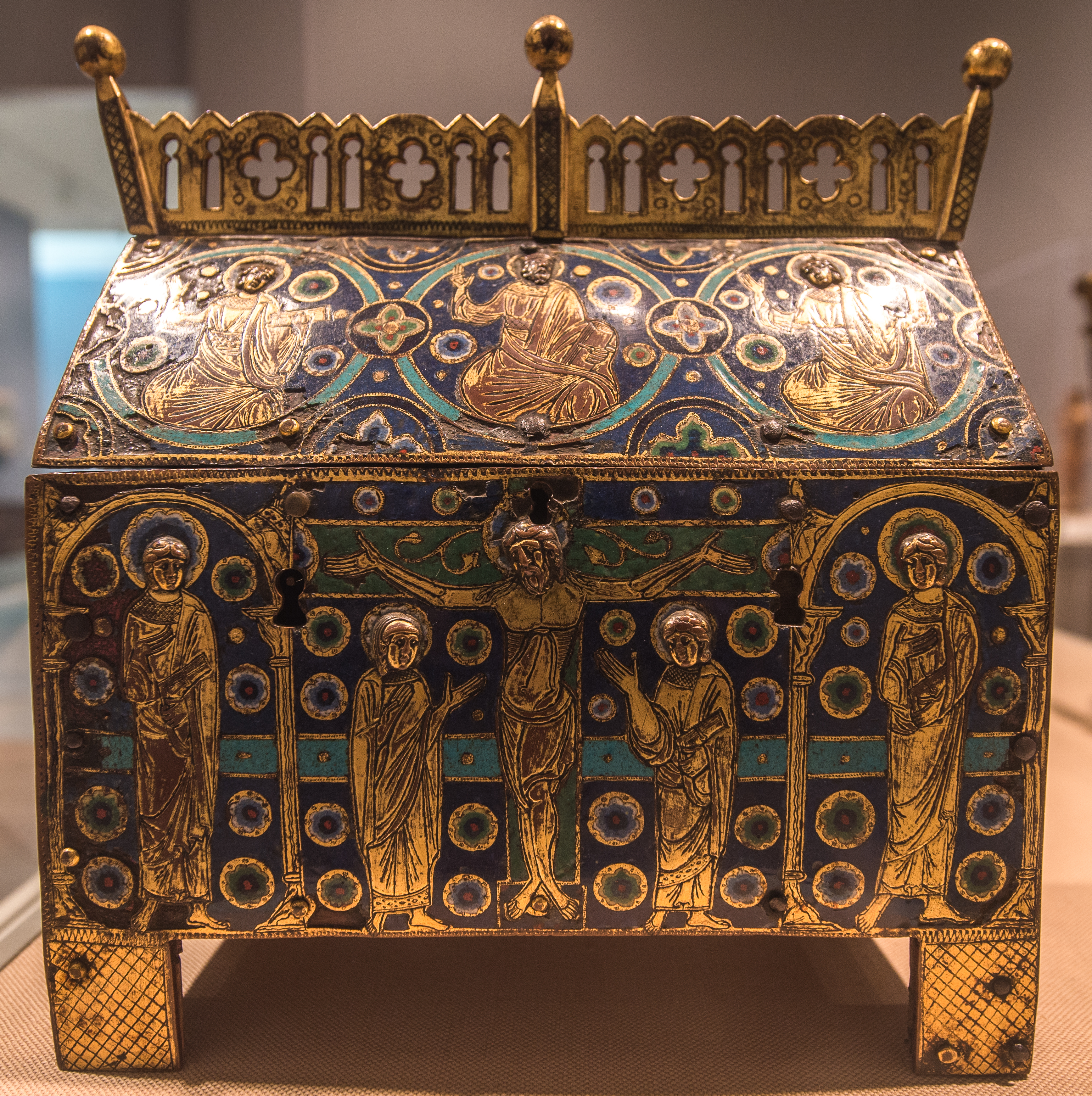
تابوت لآثار القديس (القصر)، القرن الثالث عشر، فرنسي
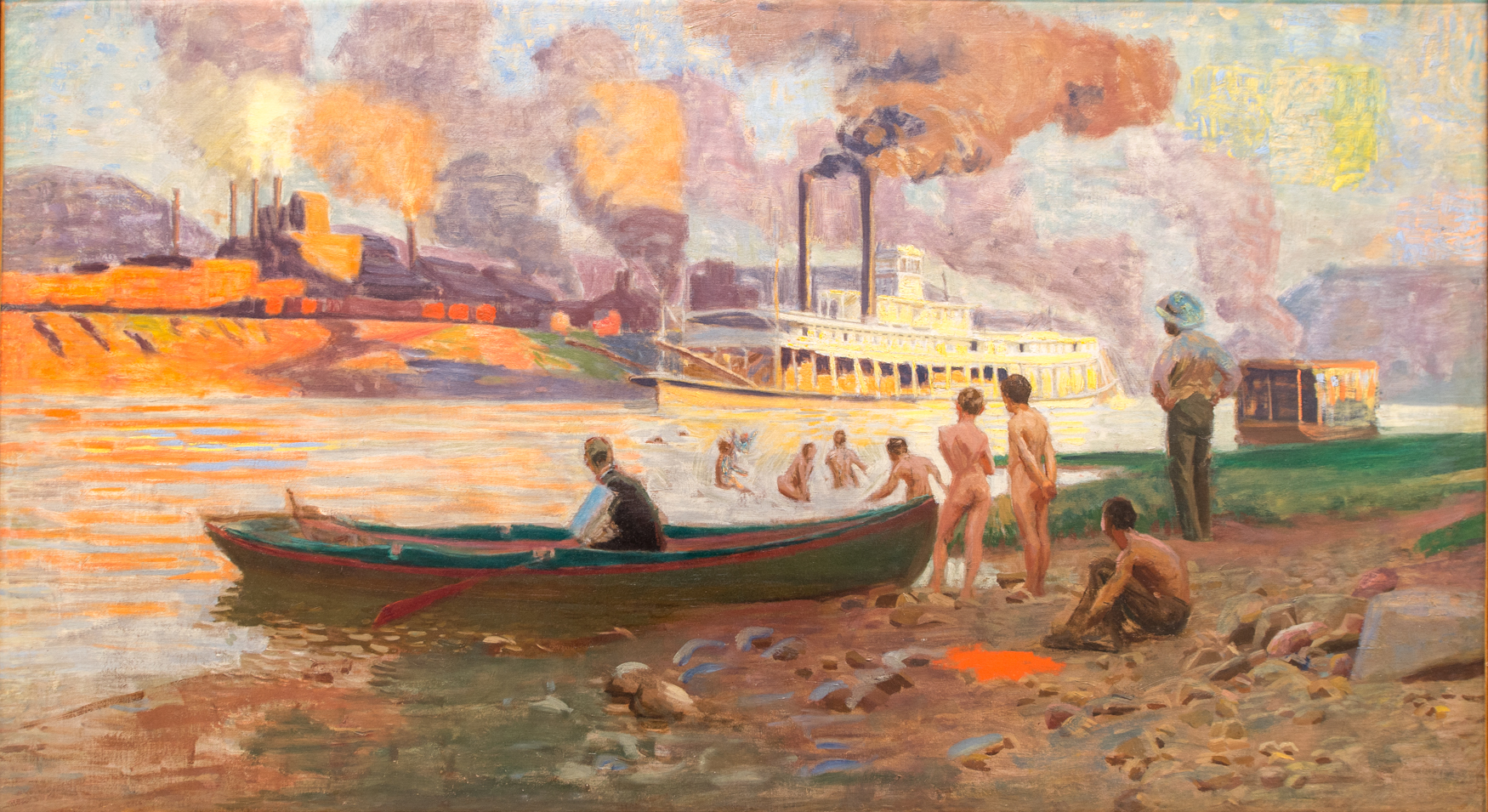
باخرة على نهر أوهايو، 1896، زيت على قماش، توماس بولوك أنشوتز
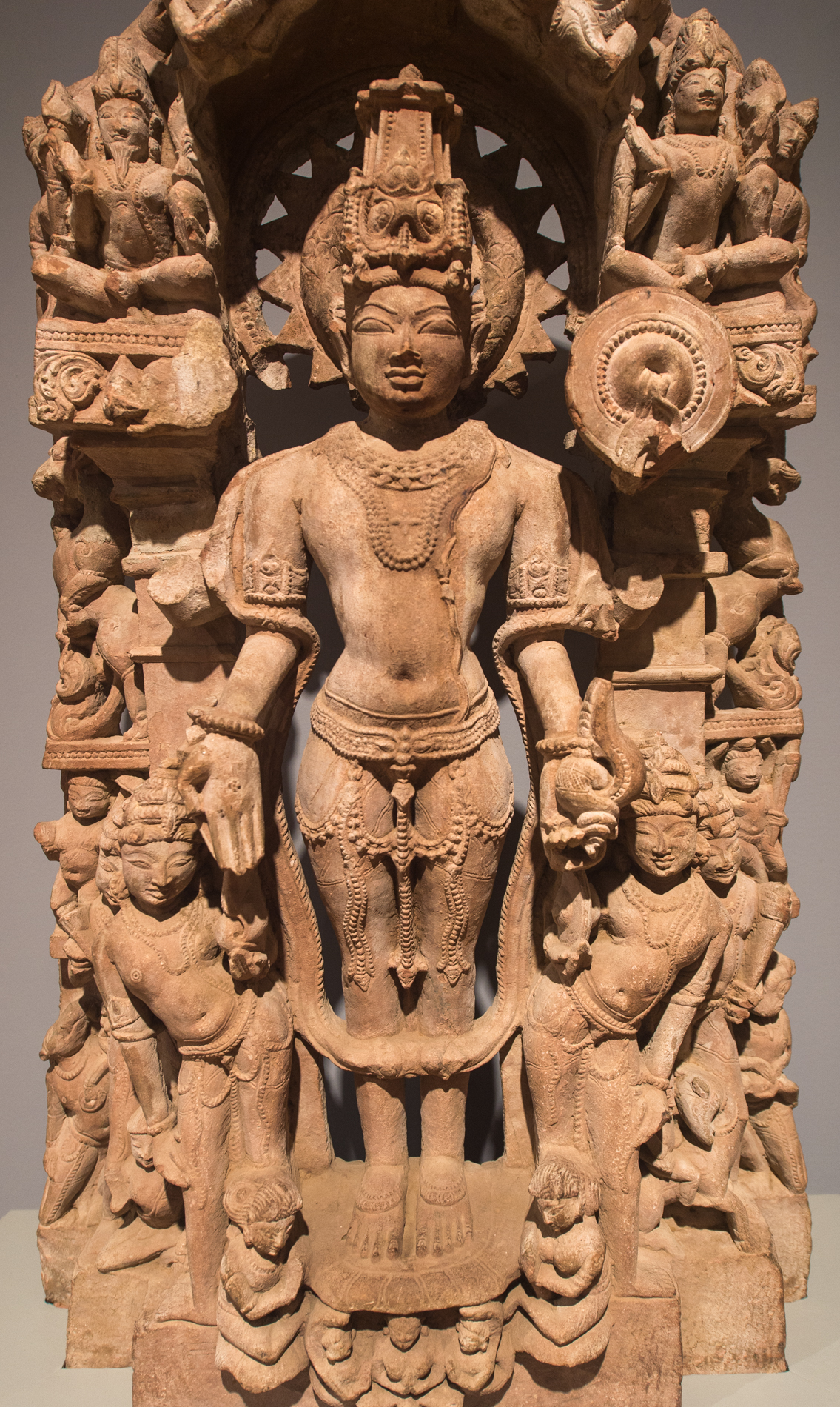
شاهدة فيشنو مع الآلهة المصاحبة للآلهة، 1100 م، من وسط الهند
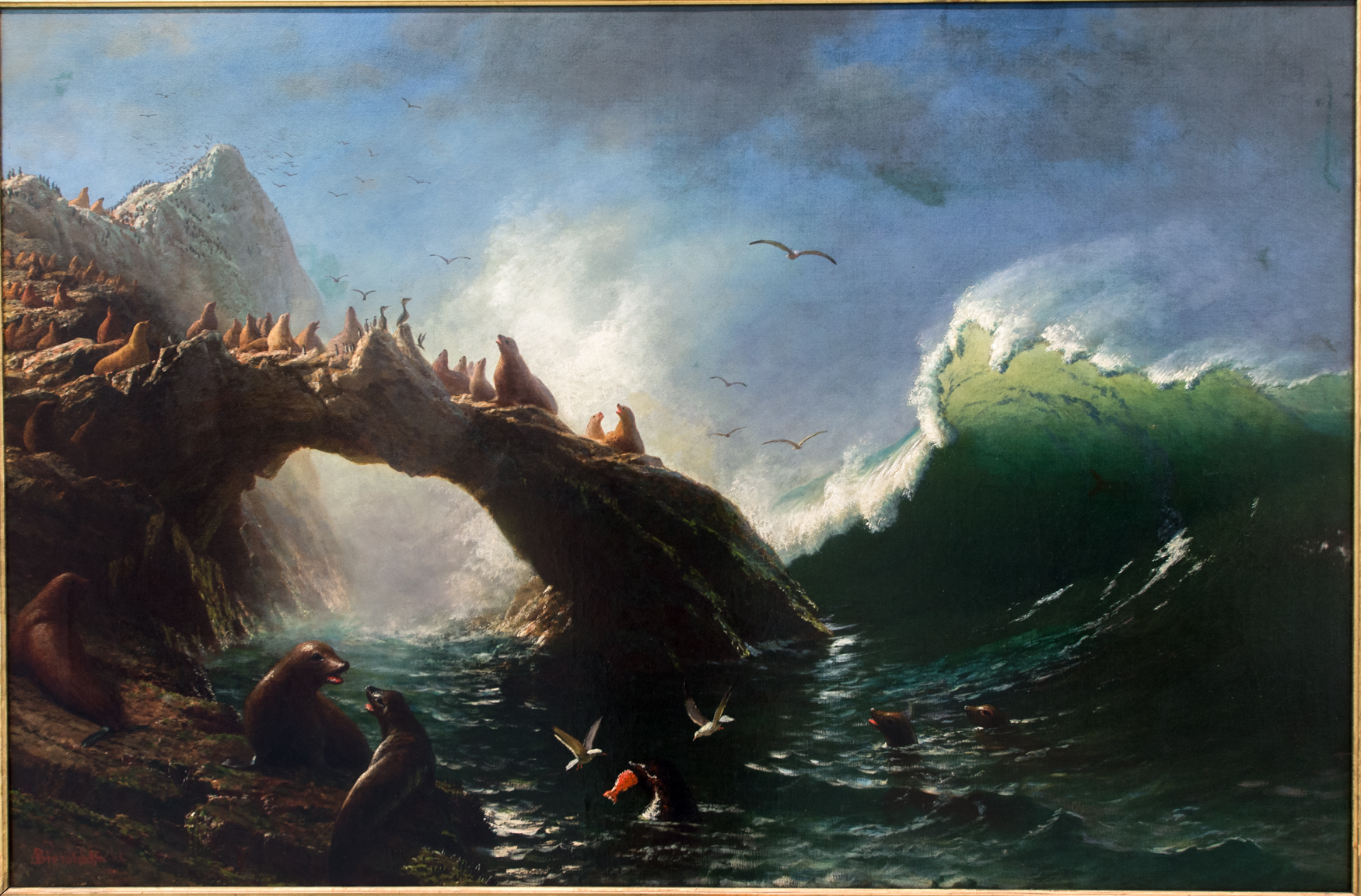
جزيرة فارالون، 1887، زيت على قماش، ألبرت بيرشتات

## روابط خارجية
- الموقع الرسمي
- متاحف كارنيجي
- مساعدة في العثور على معهد كارنيجي، متحف السجلات الفنية، 1883-1962، الجزء الأكبر 1885-1940، في أرشيفات الفن الأمريكي، مؤسسة سميثسونيان